# همپتون (فلوریدا)
همپتون (به انگلیسی: Hampton) شهری در شهرستان بردفورد ایالت فلوریدا است که در سال ۱۸۷۰ بنیان‌گذاری شده‌است. این شهر طبق سرشماری سال ۲۰۱۰ میلادی، ۱٬۹۳۵ نفر جمعیت داشته و مساحت آن نیز ۲٫۷ کیلومتر مربع است.